# Società Sportiva Campobasso 1982-1983
Questa voce raccoglie le informazioni riguardanti la Società Sportiva Campobasso  nelle competizioni ufficiali della stagione 1982-1983.

## Stagione
Per il primo anno di Serie B della sua storia conferma quasi in blocco la squadra dell'anno prima con relativamente pochi movimenti di mercato.
Alla sua prima apparizione in Coppa Italia vede il Campobasso, inserito nel girone 4,  esordire contro il Bologna, appena retrocesso in Serie B, al Dall'Ara, uscendone sconfitto per 2-0, mentre la giornata successiva di Coppa si toglie lo sfizio di battere nella prima partita in casa la Fiorentina dei campioni del mondo Giancarlo Antognoni e Francesco Graziani per 1-0 con la marcatura del molisano Nicola D'Ottavio, anche se la qualificazione agli ottavi sfugge a vantaggio del Bologna e del Pisa. 
In campionato, alla prima storica apparizione in Serie B il 12 settembre, allo Stadio Olimpico, pareggia 0-0 contro la Lazio, la giornata successiva vince per 1-0 contro il Lecce con gol di Goretti e si riconferma in trasferta contro la Reggiana (gol di Maestripieri). Solo alla quarta giornata arriva la prima sconfitta, avvenuta per mano del Milan con un 2-0 al Romagnoli, con il Campobasso che ha sprecato diverse palle gol nel primo tempo per una clamorosa vittoria.
In tutto il campionato non rischia mai di scivolare nei bassifondi della classifica, e nel girone di ritorno batte la Lazio per 1-0 con gol di Ubaldo Biagetti e pareggia allo Stadio San Siro contro il Milan per 0-0. Chiude la stagione al 13º posto.

## Divise e sponsor
Lo sponsor tecnico e ufficiale per la stagione 1982-1983 è stato Ennerre.
| Casa | Trasferta |

## Rosa

La squadra all'esordio stagionale in Coppa Italia, sul campo del Bologna, con la seconda divisa bianca.

| N. |                   | Ruolo | Calciatore                  |
| -- | ----------------- | ----- | --------------------------- |
|    | Italia (bandiera) | P     | Walter Ciappi               |
|    | Italia (bandiera) | P     | Pietro Tomei                |
|    | Italia (bandiera) | D     | Stefano Calcagni            |
|    | Italia (bandiera) | D     | Luigi Ciarlantini           |
|    | Italia (bandiera) | D     | Marcello Nicolucci          |
|    | Italia (bandiera) | D     | Gilberto Mancini            |
|    | Italia (bandiera) | D     | Carmelo Parpiglia           |
|    | Italia (bandiera) | D     | Domenico Progna             |
|    | Italia (bandiera) | D     | Michele Scorrano (capitano) |
|    | Italia (bandiera) | C     | Guido Biondi                |
|    | Italia (bandiera) | C     | Raffaele Di Risio           |

| N. |                   | Ruolo | Calciatore         |
| -- | ----------------- | ----- | ------------------ |
|    | Italia (bandiera) | C     | Giuseppe Donatelli |
|    | Italia (bandiera) | C     | Mario Goretti      |
|    | Italia (bandiera) | C     | Marco Maestripieri |
|    | Italia (bandiera) | C     | Primo Maragliulo   |
|    | Italia (bandiera) | C     | Luigi Marchetti    |
|    | Italia (bandiera) | C     | Silvano Pivotto    |
|    | Italia (bandiera) | A     | Ubaldo Biagetti    |
|    | Italia (bandiera) | A     | Nicola D'Ottavio   |
|    | Italia (bandiera) | A     | Marco Silvestri    |
|    | Italia (bandiera) | A     | Oscar Tacchi       |

## Calciomercato

### Sessione estiva
| Acquisti | Acquisti           | Acquisti     | Acquisti    |
| R.       | Nome               | da           | Modalità    |
| -------- | ------------------ | ------------ | ----------- |
| D        | Gilberto Mancini   | Lecce        | definitivo  |
| D        | Domenico Progna    | Lecce        | definitivo  |
| C        | Giuseppe Donatelli | Rimini       | definitivo  |
| C        | Mario Goretti      | Perugia      | coproprietà |
| C        | Silvano Pivotto    | Civitanovese | definitivo  |
| A        | Nicola D'Ottavio   | Avellino     | definitivo  |
| A        | Oscar Tacchi       | Casertana    | definitivo  |

| Cessioni | Cessioni            | Cessioni     | Cessioni   |
| R.       | Nome                | a            | Modalità   |
| -------- | ------------------- | ------------ | ---------- |
| D        | Renzo Martin        | Turris       | definitivo |
| C        | Nicola Fucci        |              | svincolato |
| C        | Luigi Sollazzo      |              | svincolato |
| C        | Michele Tomasino    | Avezzano     | prestito   |
| C        | Antonio Tripepi     | Cosenza      | definitivo |
| A        | Francesco Carnevale |              | svincolato |
| A        | Alfredo Canzanese   | Alessandria  | definitivo |
| A        | Fulvio D'Adderio    | Francavilla  | definitivo |
| A        | Paolo Di Lena       | Civitanovese | definitivo |
| A        | Luigi Intrevado     |              | svincolato |
|          | Gianni Testa        |              | svincolato |

### Sessione autunnale
| Acquisti | Acquisti | Acquisti | Acquisti |
| R.       | Nome     | da       | Modalità |
| -------- | -------- | -------- | -------- |

| Cessioni | Cessioni        | Cessioni | Cessioni   |
| R.       | Nome            | a        | Modalità   |
| -------- | --------------- | -------- | ---------- |
| A        | Marco Silvestri | Turris   | definitivo |

## Risultati

### Coppa Italia

#### Fase a gironi
| Arbitro: | Lombardo (Marsala) |

|                |           |  |
| Sella 23’, 26’ | Marcatori |  |

| Arbitro: | Benedetti (Roma) |

|               |           |  |
| D'Ottavio 73’ | Marcatori |  |

| Arbitro: | Pezzella (Frattamaggiore) |

|                                            |           |  |
| Garuti 48’ Berggreen 53’ Casale 62’ (rig.) | Marcatori |  |

| Arbitro: | Agnolin (Bassano del Grappa) |

|              |           |  |
| Biagetti 39’ | Marcatori |  |

| Arbitro: | Polacco (Conegliano) |

|             |           |  |
| Goretti 26’ | Marcatori |  |

## Statistiche

### Statistiche di squadra
| Competizione | Punti | In casa | In casa | In casa | In casa | In casa | In casa | In trasferta | In trasferta | In trasferta | In trasferta | In trasferta | In trasferta | Totale | Totale | Totale | Totale | Totale | Totale | DR  |
| Competizione | Punti | G       | V       | N       | P       | Gf      | Gs      | G            | V            | N            | P            | Gf           | Gs           | G      | V      | N      | P      | Gf     | Gs     | DR  |
| ------------ | ----- | ------- | ------- | ------- | ------- | ------- | ------- | ------------ | ------------ | ------------ | ------------ | ------------ | ------------ | ------ | ------ | ------ | ------ | ------ | ------ | --- |
| Serie B      | 36    | 19      | 8       | 9       | 2       | 17      | 13      | 19           | 1            | 9            | 9            | 9            | 21           | 38     | 9      | 18     | 11     | 26     | 34     | -8  |
| Coppa Italia | 6     | 3       | 3       | 0       | 0       | 3       | 0       | 2            | 0            | 0            | 2            | 0            | 5            | 5      | 3      | 0      | 2      | 3      | 5      | -2  |
| Totale       |       | 22      | 11      | 9       | 2       | 20      | 13      | 21           | 1            | 9            | 11           | 9            | 26           | 43     | 12     | 18     | 13     | 29     | 39     | -10 |

### Andamento in campionato
| Giornata  | 1  | 2 | 3 | 4 | 5 | 6 | 7 | 8 | 9  | 10 | 11 | 12 | 13 | 14 | 15 | 16 | 17 | 18 | 19 | 20 | 21 | 22 | 23 | 24 | 25 | 26 | 27 | 28 | 29 | 30 | 31 | 32 | 33 | 34 | 35 | 36 | 37 | 38 |
| --------- | -- | - | - | - | - | - | - | - | -- | -- | -- | -- | -- | -- | -- | -- | -- | -- | -- | -- | -- | -- | -- | -- | -- | -- | -- | -- | -- | -- | -- | -- | -- | -- | -- | -- | -- | -- |
| Luogo     | T  | C | T | C | T | C | T | C | T  | C  | T  | C  | N  | T  | T  | C  | T  | C  | T  | C  | T  | C  | T  | C  | T  | C  | T  | C  | T  | C  | T  | T  | C  | C  | T  | C  | T  | C  |
| Risultato | N  | V | V | P | N | V | N | P | P  | N  | N  | N  | N  | P  | P  | V  | P  | N  | N  | V  | P  | N  | N  | V  | P  | V  | N  | N  | P  | N  | N  | N  | V  | V  | P  | N  | P  | N  |
| Posizione | 10 | 6 | 3 | 8 | 8 | 5 | 5 | 8 | 11 | 10 | 9  | 11 | 10 | 11 | 12 | 10 | 12 | 13 | 11 | 11 | 13 | 14 | 14 | 11 | 13 | 12 | 10 | 10 | 11 | 14 | 14 | 14 | 10 | 8  | 10 | 12 | 13 | 13 |

Fonte: Calcio serie A
Legenda:

Luogo: N = Campo neutro; C = Casa; T = Trasferta. Risultato: V = Vittoria; N = Pareggio; S = Sconfitta.
- = Turno di riposo.

### Statistiche dei giocatori
| Giocatore       | Serie B  | Serie B | Coppa Italia | Coppa Italia | Totale   | Totale |
| Giocatore       | Presenze | Reti    | Presenze     | Reti         | Presenze | Reti   |
| --------------- | -------- | ------- | ------------ | ------------ | -------- | ------ |
| U. Biagetti     | 21       | 1       | 5            | 1            | 26       | 2      |
| G. Biondi       | 30       | 6       | 4            | 0            | 34       | 6      |
| S. Calcagni     | 23       | 0       | 3            | 0            | 26       | 0      |
| W. Ciappi       | 38       | -34     | 4            | -5           | 42       | -39    |
| L. Ciarlantini  | 29       | 1       | 1            | 0            | 30       | 1      |
| R. Di Risio     | 29       | 0       | 5            | 0            | 34       | 0      |
| G. Donatelli    | 23       | 1       | 0            | 0            | 23       | 1      |
| N. D'Ottavio    | 34       | 5       | 5            | 1            | 39       | 6      |
| M. Goretti      | 31       | 1       | 4            | 1            | 35       | 2      |
| M. Maestripieri | 30       | 1       | 5            | 0            | 35       | 1      |
| G. Mancini      | 23       | 0       | 5            | 0            | 28       | 0      |
| P. Maragliulo   | 13       | 2       | 4            | 0            | 17       | 2      |
| L. Marchetti    | 2        | 0       | 0            | 0            | 2        | 0      |
| M. Nicolucci    | 12       | 0       | 2            | 0            | 14       | 0      |
| C. Parpiglia    | 24       | 0       | 4            | 0            | 28       | 0      |
| S. Pivotto      | 32       | 2       | 2            | 0            | 34       | 2      |
| D. Progna       | 32       | 0       | 4            | 0            | 36       | 0      |
| M. Scorrano     | 35       | 2       | 5            | 0            | 40       | 2      |
| M. Silvestri    | 1        | 0       | 2            | 0            | 3        | 0      |
| O. Tacchi       | 21       | 2       | 0            | 0            | 21       | 2      |
| P. Tomei        | 1        | -0      | 1            | -0           | 2        | -0     |